# Sulcicnephia pandjensis
Sulcicnephia pandjensis är en tvåvingeart som först beskrevs av Rubtsov 1967.  Sulcicnephia pandjensis ingår i släktet Sulcicnephia och familjen knott. Inga underarter finns listade i Catalogue of Life.